# Adept (группа)
Adept — шведская пост-хардкор/металкор группа из города Труса, образованная в 2004 году

## История

### Формирование группы
Группа была основана в 2004 году в Швеции. Там друзья познакомились и там же начали давать свои первые концерты. В том же году музыканты выпустили свое первое демо, которое называлось «Hopeless Illusions» (досл. «Безнадёжные Иллюзии»). Их первый мини-альбом, «When the Sun Gave Up the Sky» (досл. «Когда Солнце Покинуло Небеса») выпущенный годом позже, был продюсирован, как и всеми андеграундными группами современности, самими же музыкантами (то есть самиздатом). Второй EP, «The Rose Will Decay» (досл. «Розы Будут Осыпаться») был выпущен аналогичным образом.

### Сотрудничество с «Panic & Action»
Из-за большого успеха и быстро растущей популярности на родине группы, лейбл «Panic & Action» предложил контракт группе. 4 февраля 2009 года группа выпустила свой первый полноформатный альбом под названием «Another Year of Disaster» (досл. «Ещё один год катастроф»). В 2010 году музыканты выступили с гастролями в Германии с группой Her Bright Skies, которая тоже заключила контракт с Panic & Action. Тур состоял из 6 концертов в Гамбурге, Берлине, Оснабрюке, Мюнхене, Штутгарте и Кёльне. В августе 2010 года группа начала работу над следующим альбомом. Музыканты работали с Фредериком Нордстрёмом, опытным музыкальным продюсером, известному по сотрудничеству с In Flames, Bring Me The Horizon и At The Gates. 11 марта 2011 году состоялся релиз второго альбома «Death Dealers» (досл. «Несущие смерть»). В том же году группа выпустила сингл «Riot In Everyone» (досл. «Бунтарь в каждом»). Песня является кавером группы Crashdiet. 22 марта 2013 года вышел третий альбом «Silence the World» (досл. «Заставьте мир замолчать»).

### «Sleepless»
17 апреля 2015 года был выпущен сингл «Dark Clouds». Также стало известно о том, что группа разорвала контракт с Panic & Action (причины не разглашаются). Изначально выход четвёртого полноформатного альбома «Sleepless» был намечен на 4 сентября 2015 года, однако в этот день группа объявила о переносе даты релиза в связи с высоким риском неокупаемости затрат на его запись, во многом из-за отсутствия должным образом проведенной промо-кампании. Также стало известно, что из-за рабочих ошибок альбом пришлось записывать дважды, оба раза на средства самих музыкантов. В ходе российского тура, помимо «Dark Clouds», группа представила ещё две новые песни: «Carry The Weight» и «Choirs Of Absolution». 19 ноября 2015 года стало известно, что Adept подписали соглашение с лейблом Napalm Records, который выпустил альбом 19 февраля 2016 года.

### Концерты в СНГ
С 2011 по 2013 год группа ежегодно давала по концерту в Санкт-Петербурге и Москве. В 2015 году, при поддержке Booking Machine Agency, группа отправилась в тур, включавший 12 российских городов. Также Adept посетили Киев и Минск. Группа впервые выступила в Красноярске, Томске, Новосибирске, Екатеринбурге, Самаре, Казани, Нижнем Новгороде, Воронеже, Ростове-на-Дону и Краснодаре. Изначально, сет лист насчитывал 15 песен, но был расширен до 17 по ходу тура.
В 2016 году группа вновь посетила Россию и Белоруссию с хэдлайн-туром по 11 городам, на сей раз при поддержке Spika Concert Agency. Также, тур был анонсирован как «прощальный» для гитариста Джерри Репо и барабанщика Габриэля Эльмарка, которые покинули состав сразу после его окончания.
В ноябре 2018 анонсирован тур по России на 8 городов совместно с CRYSTAL LAKE. Тур состоялся весной 2019.

## Состав

### Текущий состав
- Роберт Льюнг — вокал (2004—настоящее время)
- Габриэль Хеллмарк — ударные (2004—2016, 2018—настоящее время)
- Филип Бренделиус — бас-гитара (2009—настоящее время)
- Густав Литаммер — соло-гитара (2011—настоящее время)
- Каспер Тронстад — ритм-гитара (2016—настоящее время)

### Бывшие участники
- Тобиас Оттосон — бас-гитара (2004—2009)
- Якоб Папинними — соло-гитара (2004—2011)
- Джерри Репо — ритм-гитара (2004—2016)
- Микаэл Норен — ударные (2016—2018)

## Дискография
Студийные альбомы
| Дата релиза     | Название                 | Лейбл          |
| 4 февраля 2009  | Another Year of Disaster | Panic & Action |
| 4 марта 2011    | Death Dealers            | Panic & Action |
| 22 марта 2013   | Silence the World        | Panic & Action |
| 19 февраля 2016 | Sleepless                | Napalm Records |

Мини-альбомы (EP)
| Дата релиза | Название                     | Лейбл          |
| 2004        | Hopeless Illusions (demo)    | Самостоятельно |
| 2005        | When the Sun Gave Up the Sky | Самостоятельно |
| 2006        | The Rose Will Decay          | Самостоятельно |

Видеоклипы
- «Shark! Shark! Shark![2]»
- «Sound The Alarm»[3]
- «At Least Give Me My Dreams Back, You Negligent Whore!»[4] (монтаж тура по Германии)
- «Ivory Tower»[5]
- «The Toughest Kids»[6]
- «Secrets»[7]
- «Dark Clouds»
- «Carry The Weight»
- «Heaven»[8]